# Copa Panamericana de Voleibol Masculino Sub-21
La Copa Panamericana de Voleibol Masculino sub-21 es un torneo internacional de voleibol masculino organizado por la NORCECA para selecciones nacionales de toda América (Norte, Sur y Centroamérica, y el Caribe) con jugadores que no superen los 21 años. Actualmente se juega cada 2 años.

## Historial
| N.º | Año  | Sede   |                |                |             |             |
| --- | ---- | ------ | -------------- | -------------- | ----------- | ----------- |
| I   | 2011 | Panamá | Venezuela      | Canadá         | Chile       | Puerto Rico |
| II  | 2015 | Canadá | Brasil         | Estados Unidos | Canadá      | Chile       |
| III | 2017 | Canadá | Brasil         | Cuba           | Canadá      | Guatemala   |
| IV  | 2019 | Perú   | Cuba           | Canadá         | Puerto Rico | Chile       |
| V   | 2022 | Cuba   | Estados Unidos | México         | Canadá      | Cuba        |

## Medallero histórico
| Lugar | Equipo         |   |   |   | Total |
| ----- | -------------- | - | - | - | ----- |
| 1     | Brasil         | 2 | 0 | 0 | 2     |
| 2     | Cuba           | 1 | 1 | 0 | 2     |
| 2     | Estados Unidos | 1 | 1 | 0 | 2     |
| 4     | Venezuela      | 1 | 0 | 0 | 1     |
| 5     | Canadá         | 0 | 2 | 3 | 5     |
| 6     | México         | 0 | 1 | 0 | 1     |
| 7     | Chile          | 0 | 0 | 1 | 1     |
| 7     | Puerto Rico    | 0 | 0 | 1 | 1     |
| Total | Total          | 5 | 5 | 5 | 15    |

### Medallero confederaciones
| Pos. | Confederación |   |   |   | Total |
| ---- | ------------- | - | - | - | ----- |
| 1    | CSV           | 3 | 0 | 1 | 4     |
| 2    | NORCECA       | 2 | 5 | 4 | 11    |

## Jugador más valioso por edición
| Año  | Jugador        | País      |
| ---- | -------------- | --------- |
| 2011 | Kervin Piñerúa | Venezuela |
| 2015 | Lucas Madaloz  | Brasil    |
| 2017 | Victor Cardoso | Brasil    |
| 2019 | José Romero    | Cuba      |